# Turismo in Norvegia
Nel 2019, la Norvegia era al 20º posto nel Travel and Tourism Competitiveness Report del Forum economico mondiale. Il turismo in Norvegia contribuiva al 4,2% del prodotto interno lordo nazionale nel 2018. Circa sette persone ogni cento in tutto il paese lavorano nel settore del turismo. Il turismo è stagionale in Norvegia, con più della metà dei turisti totali che visitano tra i mesi di maggio e agosto.

## Attrazioni

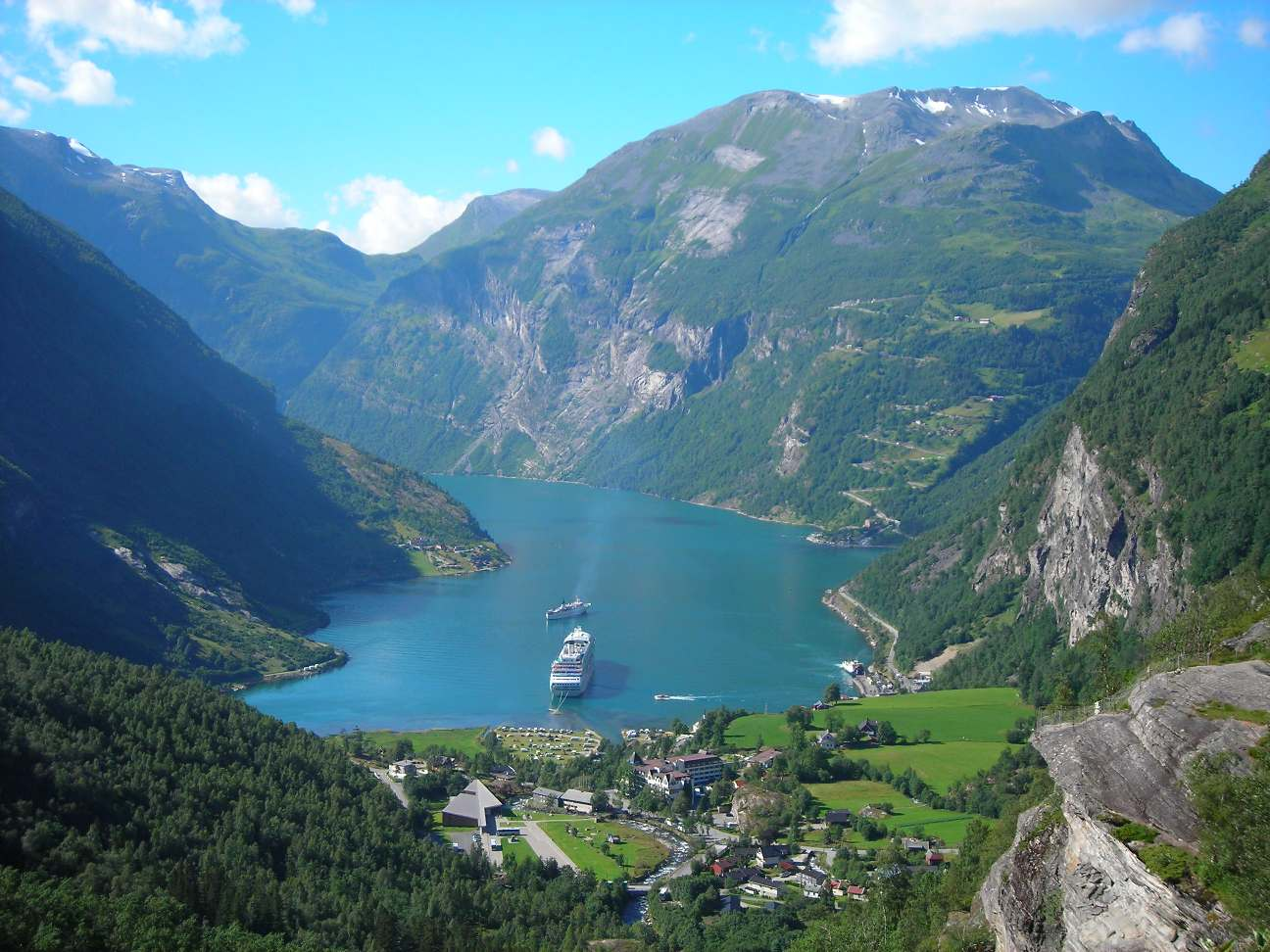
Il Geirangerfjord a Møre og Romsdal, dal 2005 patrimonio mondiale UNESCO.

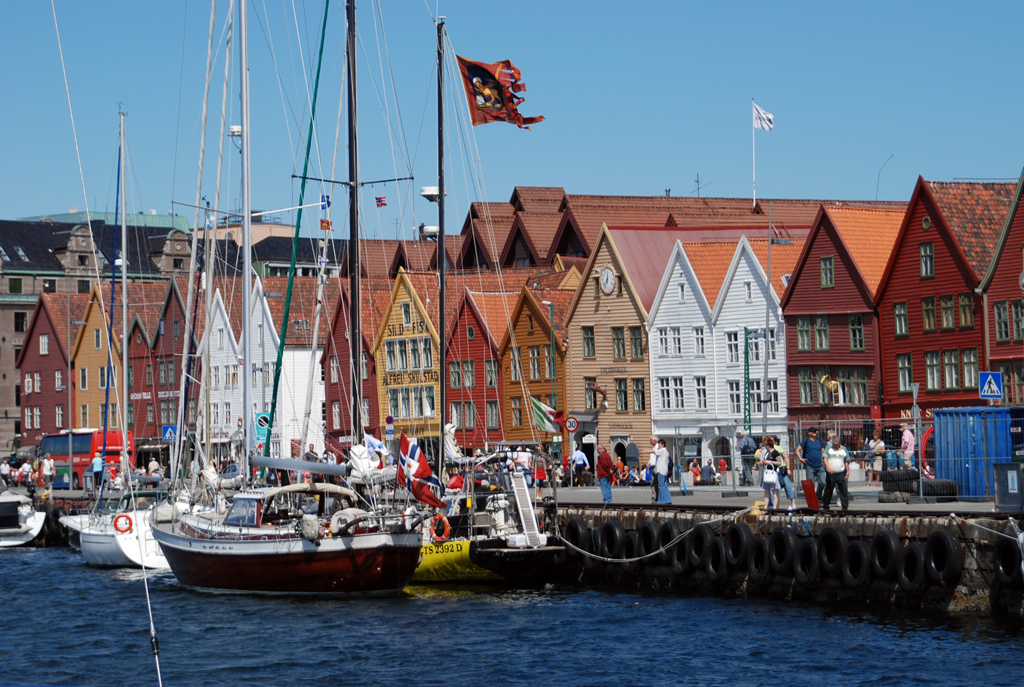
Il quartiere storico di Bryggen a Bergen.

Le principali attrazioni della Norvegia sono i vari paesaggi che si estendono attraverso il circolo polare artico. Il paese è infatti famoso per la sua costa frastagliata e le sue montagne, stazioni sciistiche, laghi e boschi. Le città più visitate in Norvegia includono Oslo, Bergen,  e Tromsø. Gran parte della natura norvegese rimane incontaminata e quindi attrae numerosi escursionisti e sciatori. I fiordi, le montagne e le cascate della Norvegia occidentale e settentrionale attirano ogni anno diverse centinaia di migliaia di turisti stranieri. Nelle città, alcune particolari opere architettoniche attirano molti visitatori, come il trampolino sciistico di Holmenkollen, il Frognerparken a Oslo e il quartiere lungomare di Bryggen a Bergen.
La cultura della Norvegia si è evoluta conseguentemente alla sua esigua popolazione, al clima rigido e al relativo isolamento dal resto dell'Europa. È quindi distinta dagli altri paesi europei in quanto ha meno palazzi e castelli opulenti, aree agricole più piccole e distanze di viaggio più lunghe. Architettura, artigianato e arte distinti a livello regionale sono presentati nei vari musei popolari, tipicamente basati su una prospettiva etnologica. Il Norsk Folkemuseum, nel Bygdøy a Oslo, è il più grande di questi.

## Clima
La Norvegia è spesso associata a condizioni meteorologiche simili all'Alaska o alla Siberia, principalmente perché il paese si trova sulla loro stessa latitudine. In realtà, il clima è spesso più mite del previsto, a causa della Corrente del Golfo e delle correnti di aria calda. Gli inverni sono tipicamente molto freddi con l'accompagnamento della neve e le estati sono miti con poca o senza umidità.

## Trasporti
Il sistema autostradale norvegese copre più di 90 000 chilometri, di cui circa 67 000 sono asfaltati. Il sistema autostradale comprende il transito dei traghetti attraverso corsi d'acqua, numerosi ponti e tunnel, e diversi passi di montagna. Alcuni di questi passi di montagna sono chiusi durante i mesi invernali e talvolta durante le tempeste invernali. Con l'apertura del ponte di Øresund e del ponte di Storebælt, la Norvegia è stata collegata via terra al continente europeo tramite un collegamento autostradale continuo attraverso la Svezia e la Danimarca.
La rete ferroviaria lunga 4 087 chilometri collega la maggior parte delle principali città a sud di Bodø. L'aeroporto di Oslo-Gardermoen è l'aeroporto più importante della Norvegia, con 24 milioni di passeggeri nel 2014. La maggior parte delle città e dei paesi ha aeroporti vicini e alcuni dei più grandi hanno anche voli internazionali. Il traghetto Hurtigruten collega le città sulla costa tra Bergen e Kirkenes. In estate, le città costiere sono visitate da numerose navi da crociera straniere, di Bergen è il principale porto.

## Arrivi per nazione
Nel 2015, 8 828 771 turisti stranieri hanno visitato la Norvegia, con un aumento dell'8,3% rispetto alla cifra dell'anno precedente di 8 154 436.
I primi dieci paesi di origine dei turisti in visita in Norvegia erano:
| #      | Paese       | 2014      | 2015      |
| ------ | ----------- | --------- | --------- |
| 1      | Germania    | 1 388 978 | 1 459 908 |
| 2      | Svezia      | 1 040 168 | 1 097 231 |
| 3      | Danimarca   | 741 241   | 749 517   |
| 4      | Regno Unito | 614 876   | 704 508   |
| 5      | Paesi Bassi | 539 733   | 567 343   |
| 6      | Stati Uniti | 397 801   | 425 295   |
| 7      | Francia     | 301 889   | 326 866   |
| 8      | Cina        | 176 767   | 287 153   |
| 9      | Spagna      | 200 441   | 253 590   |
| 10     | Italia      | 191 390   | 196 785   |
| Totale | Totale      | 8 154 436 | 8 828 771 |

## Siti più visitati

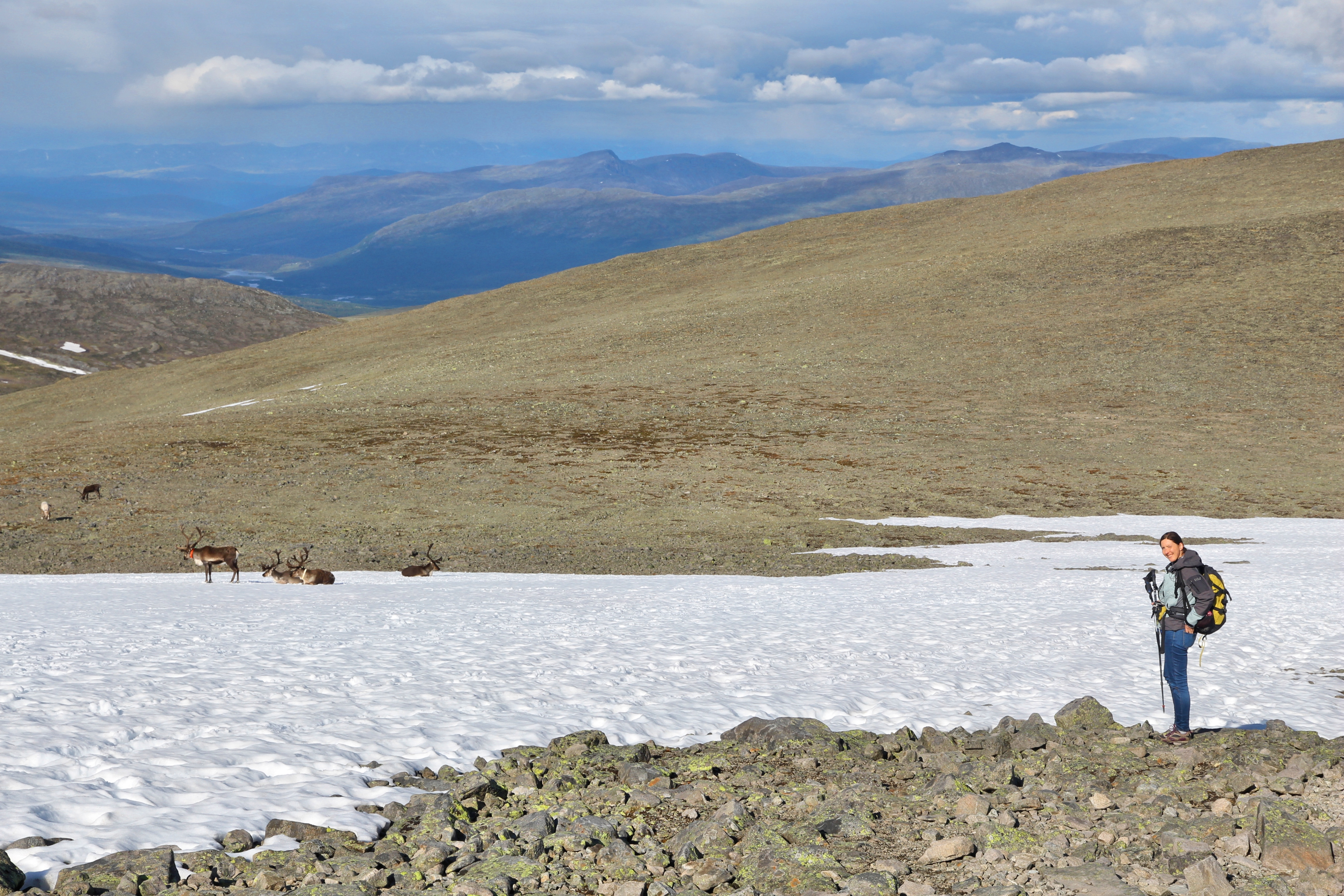
Il turista osserva le renne accanto al sentiero Besseggen nel Parco nazionale Jotunheimen.

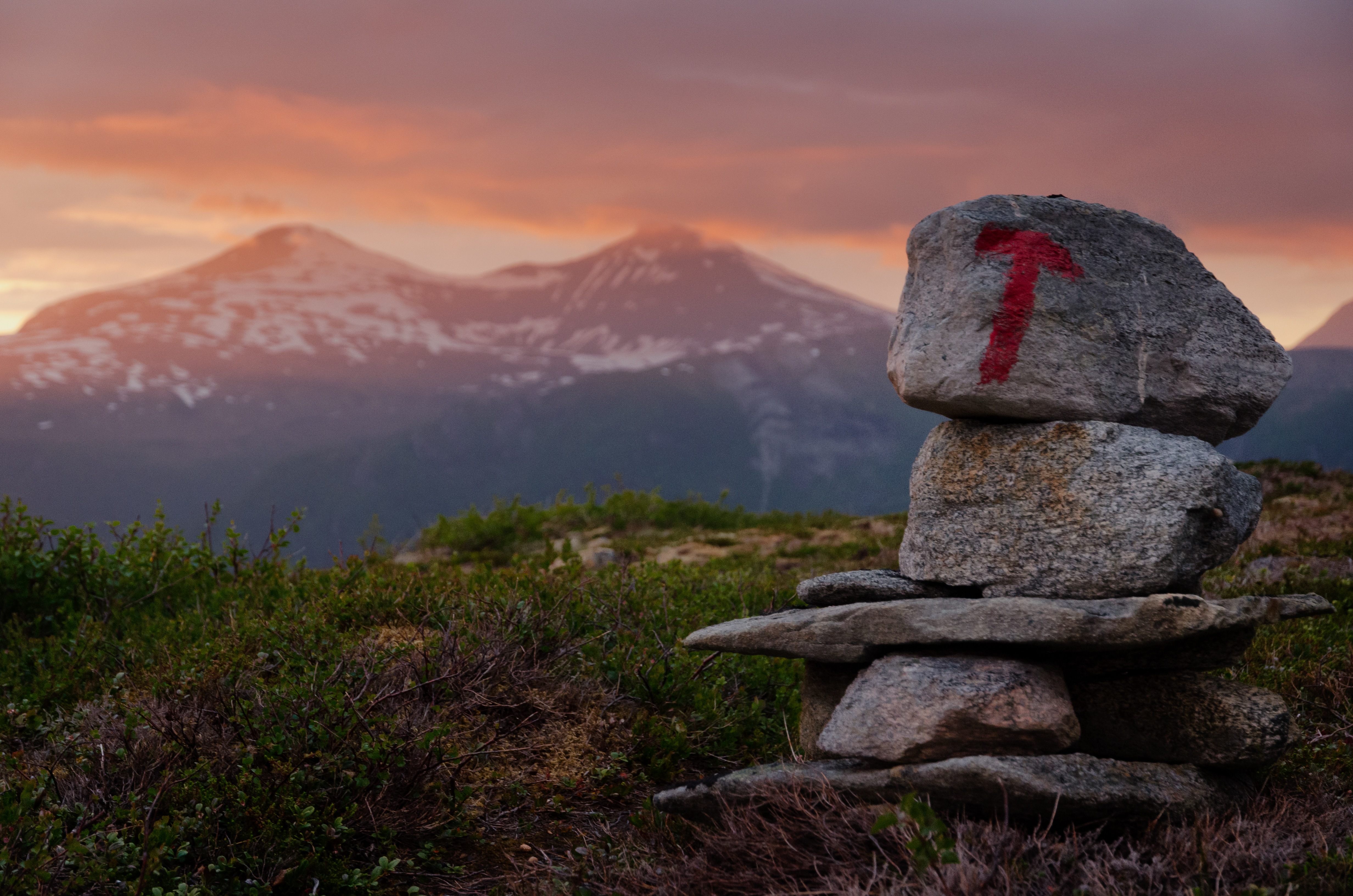
Segnavia norvegese sul Trollheimen

Innovation Norway, una società di sviluppo statale che si occupa anche degli affari del turismo, realizza rapporti annuali sulle attrazioni turistiche più visitate del paese, sia culturali che naturali. Il rapporto del 2007 elenca 50 attrazioni culturali e 20 naturali:
| #  | Siti culturali                                         | Tipo                            | Locazione        | Visitatori, 2007 |
| -- | ------------------------------------------------------ | ------------------------------- | ---------------- | ---------------- |
| 1  | Fløibanen                                              | Ferrovia                        | Bergen           | 1 131 707        |
| 2  | Holmenkollbakken e Museo dello sci                     | Collina di salto con gli sci    | Oslo             | 686 857          |
| 3  | Bryggen                                                | Quartiere                       | Bergen           | 583 510          |
| 4  | Zoo e parco divertimenti di Kristiansand               | Parco divertimenti              | Kristiansand     | 532 044          |
| 5  | Tusenfryd                                              | Parco divertimenti              | Ås               | 501 235          |
| 6  | Flåmsbana                                              | Ferrovia                        | Flåm             | 457 545          |
| 7  | Hadeland Glassverk                                     | Vetreria                        | Jevnaker         | 431 400          |
| 8  | Fortezza di Fredrikstad, centro storico di Fredrikstad | Fortezza e città del patrimonio | Fredrikstad      | 372 360          |
| 9  | Museo delle navi vichinghe                             | Museo                           | Oslo             | 314 560          |
| 10 | Hunderfossen Familiepark                               | Parco divertimenti              | Øyer/Lillehammer | 270 500          |

| #  | Siti naturali         | Tipo       | Locazione             | Visitatori, 2006 |
| -- | --------------------- | ---------- | --------------------- | ---------------- |
| 1  | Vøringfossen          | Cascata    | Eidfjord              | 655 000          |
| 2  | Trollstigen           | Strada     | Åndalsnes             | 563 331          |
| 3  | Kjosfossen            | Cascata    | Flåm                  | 457 400          |
| 4  | Geirangerfjorden      | Fiordo     | Geiranger             | 423 643          |
| 5  | Låtefossen            | Cascata    | Odda/Hardanger        | 420 000          |
| 6  | Steinsdalfossen       | Cascata    | Norheimsund/Hardanger | 300 000          |
| 7  | Nærøyfjorden          | Fiordo     | Aurland               | 297 038          |
| 8  | Briksdalsbreen        | Ghiacciaio | Olden/Stryn           | 280 000          |
| 9  | Sognefjellsvegen      | Strada     | Lom/Luster            | 253 953          |
| 10 | Strada dell'Atlantico | Strada     |                       |                  |

## Fiere del turismo
Nel gennaio 2009, il National Building Museum ha presentato la mostra Detour: Architecture and Design along 18 National Tourist Routes in Norway. La mostra, realizzata in collaborazione con l'ambasciata norvegese, è stata visitabile fino a maggio 2009.